# Paese
Paese es una localidad y comune italiana de la provincia de Treviso, región de Véneto, con 21.621 habitantes.

## Evolución demográfica
| Gráfica de evolución demográfica de Paese entre 1861 y 2001 |
|                                                             |
| Fuente ISTAT - elaboración gráfica de Wikipedia             |